# Pedro Rosa Mendes
Pedro Rosa Mendes (Cernache do Bonjardim, 4 de Agosto de 1968) é um jornalista e escritor português.

## Biografia
Pedro Rosa Mendes nasceu em 4 de Agosto de 1968, em Cernache do Bonjardim, concelho da Sertã (distrito de Castelo Branco).
Cedo a sua família se radicou em Cernache do Bonjardim, onde estudou. O seu talento de jornalista e contador de histórias revelou-se quando ainda estudava na Sertã, na escola da Abegoaria. Também estudou na Covilhã e, mais tarde, na Universidade de Coimbra onde frequentou a Faculdade de Direito.
A sua carreira jornalística iniciou-se no semanário Jornal de Coimbra, tendo pouco tempo depois passado para o Público quando de sua fundação em 1990. Neste matutino começou por estar ligado à secção "Cultura" passando mais tarde para a secção "Internacional". Manteve-se no Público até 2001.
Entretanto, passou a jornalista freelancer. Como repórter do Público e, mais tarde, da revista Visão, cobriu vários conflitos em Angola, Ruanda, Zaire/RDC, Sahara Ocidental, Guiné-Bissau, Serra Leoa, Libéria, Costa do Marfim, Afeganistão e ex-Jugoslávia.
As suas reportagens no jornal Público, sobre a Jugoslávia, o Kosovo e Montenegro valeram-lhe o Prémio Bordalo 1999, na categoria Jornalismo, atribuído pela Casa da Imprensa em 2000.
Foi delegado da agência Lusa em Timor-Leste, entre 2007 e 2009, e, até 2010, em Paris, onde reside actualmente.
É colaborador de várias publicações - Egoísta, Lettre International, Grand Street, El Pais Semanal, Libération, Neue Zürcher Zeitung - com contos, ensaios e reportagem.
Desde 2010 até ao seu cancelamento em 23 de Janeiro de 2012, manteve uma crónica na estação de rádio Antena 1, integrada no espaço de opinião "Este Tempo", no qual também participavam Raquel Freire, António Granado, Gonçalo Cadilhe e Rita Matos. Na base do cancelamento do programa parece ter estado uma crónica crítica de Pedro Rosa Mendes em relação a Angola e a uma emissão do programa televisivo Prós e Contras, da RTP1, emitida em directo de Luanda a 16 de Janeiro de 2012.
Segundo o Público, na sua edição de 24-01-2012, «Rosa Mendes é um dos jornalistas portugueses que mais escreveu sobre a corrupção em Angola. Foi, aliás, alvo de dois processos judiciais por difamação, um dos quais por trabalhos editados pelo Público e em que o queixoso era o Presidente angolano, José Eduardo dos Santos. O tribunal não deu razão ao líder de Angola, tendo a Justiça também decidido a favor de Rosa Mendes no outro caso, em que o queixoso era Arcadi Gaydamak, um milionário russo que tem passaporte angolano e foi acusado de vender armas a Angola.»

## Obra
É autor, entre outros títulos, de:
- Baía dos Tigres (Dom Quixote, 1999, Prémio Pen Club de Romance; no Brasil foi publicado por Sá Editora/Edições Rosari).
Baía dos Tigres encontra-se traduzido e publicado em Inglaterra e Estados Unidos, Espanha, Itália, Alemanha, França e Suíça. - romance
- Ilhas de Fogo (co-autoria com Alain Corbel, ed. ACEP, 2002). - reportagem
- Lenin Oil (co-autoria com Alain Corbel, ed. Dom Quixote, 2006). - romance
- Atlântico – Romance Fotográfico (co-autoria com João Francisco Vilhena, ed. Temas e Debates, 2003).
- Madre Cacau - Timor (co-autoria com Alain Corbel, ed. ACEP, 2004). - reportagem
- SchwarzLicht, Passagen durch Westafrika (co-autoria com Wolf Bowig, ed. Brandes & Apsel Verlag, 2006). - reportagem
- Peregrinação de Enmanuel Jhesus, ed. Dom Quixote, 2010. - romance